# Incendi de València de 2024
El 22 de febrer de 2024, aproximadament a les 17:30 CET, es va desencadenar un devastador incendi en un complex residencial de luxe de 14 plantes situat al districte de Campanar a València. La ràpida propagació de l'incendi, exacerbada per forts vents i un efecte xemeneia, va portar a la destrucció completa dels 138 apartaments del complex, atrapant nombrosos residents a l'interior.

## Esdeveniments
Recordant les circumstàncies de l'incendi de la Torre Grenfell del 2017 a Londres, el complex de dues torres a València estava revestit amb una façana ventilada rematada en un compost d'estructura en sandvitx en polietilè i alumini, uns materials que en projectar-se l'edifici no eren àmpliament reconeguts pels seus potencials perills d'incendi. A partir de 2006, poc després de l'incendi en 2005 de la torre Windsor de Madrid, que es va propagar per la façana, el Codi Tècnic de l'Edificació estableix que els materials de la façana no siguin inflamables.
Els testimonis van indicar que les flames van engolir el primer edifici «en qüestió de 10 minuts» i aviat es van estendre al segon. La resposta inicial a l'emergència va resultar en 13 persones hospitalitzades, inclosos 6 bombers. L'endemà, els serveis d'emergència van confirmar 9 morts i van informar d'1 persona desapareguda. Finalment, es van confirmar un total de 10 víctimes mortals, fet que convertí la catàstrofe en l'incendi d'edificis en temps de pau més mortal a València.
L'alcaldessa de València, María José Català, va declarar tres dies de dol oficial a causa de l'incendi, estès a la resta del País Valencià pel president de la Generalitat, Carlos Mazón. Diversos esdeveniments relacionats amb les Falles van ser suspesos, com ara la Gala de Cultura, la macrodespertà, l'Entrada de Bandes, la mascletà i la Crida des de les Torres dels Serrans.